# Ołeksij Hołoweń
Ołeksij Hennadijowycz Hołoweń, ukr. Олексій Геннадійович Головень (ur. 12 stycznia 1999 w Berdiańsku) – ukraiński siatkarz, grający na pozycji rozgrywającego, reprezentant kraju.

## Sukcesy klubowe
Puchar Ukrainy:
- 2015, 2018, 2021

Mistrzostwo Ukrainy:
- 2016, 2019, 2021
- 2022

Superpuchar Ukrainy:
- 2018, 2019, 2020

## Sukcesy reprezentacyjne
Mistrzostwa Europy juniorów:
- 2016

Liga Europejska:
- 2021[3]

## Nagrody indywidualne
- 2021: Najlepszy rozgrywający XII Memoriału Józefa Gajewskiego[4] rozgrywanego w Suwałkach[5]